# Antonio Cassese
Antonio Cassese (Atripalda, 1 januari 1937 - Florence, 21 oktober 2011) was een Italiaans jurist internationaal recht en hoogleraar. Hij was de eerste voorzitter van het Joegoslaviëtribunaal en van het Libanontribunaal, beide gevestigd in Nederland. Hij wijdde zijn leven aan de bescherming van de rechten van de mens.

## Levensloop
Cassese studeerde aan de universiteit van Pisa, waar hij les kreeg van Giuseppe Sperduti, een internationaal advocaat en lid van de Europese Commissie voor Mensenrechten. Ook Cassese specialiseerde zich in internationaal recht.
Van 1972 tot was hij zelf hoogleraar internationaal recht aan de universiteit van Pisa. Daarna werd hij hoogleraar aan de universiteit van Florence tot uiteindelijk 2008. Daarnaast was hij gastdocent aan het All Souls College in Oxford van 1979 tot 1980 en aan de European University Institute van 1987 van 1993. Hij bracht een groot aantal publicaties voort op het gebied van internationaal recht.
Naast zijn academische loopbaan bekleedde hij verschillende internationale juridische functies. Zo was hij voorzitter van de stuurgroep voor mensenrechten van de Raad van Europa van 1987 tot 1988 en voorzitter van de Europese Commissie ter Voorkoming van Marteling van 1989 tot 1993. Hij was lid van de Institut de Droit International.
Hij vertegenwoordigde de Italiaanse regering vele malen tijdens bijeenkomsten over mensenrechten van de Verenigde Naties. Verder diende hij als vertegenwoordiger tijdens de diplomatieke conferentie over humanitaire wetgeving van gewapende conflicten van 1974 tot 1977. In 1994 en 1995 was hij gasthoogleraar aan de Rijksuniversiteit Groningen.
Van 1993 tot 2000 was hij rechter en van 1993 tot 1997 president van het Internationale Strafhof voor het voormalig Joegoslavië (ICTY). Daarna bleef hij nog aan als rechter van dit hof tot februari 2000.
In oktober 2004 werd hij benoemd tot voorzitter van de internationale commissie die de schendingen van de mensenrechten tijdens het conflict in Darfur onderzocht. In oktober 2008 diende hij als juridisch adviseur voor de Europese Commissie in de kwestie om de Iraanse Volksmoedjahedien uit de Europese terreurlijst te verwijderen.
Vanaf maart 2009 diende hij als rechter-president van het Libanontribunaal. Op 9 oktober 2011 trad hij terug om gezondheidsredenen; een dag later werd hij opgevolgd door David Baragwanath. Twintig dagen later overleed hij in Florence.

## Erkenning
Cassese ontving eredoctoraten van de Erasmus Universiteit Rotterdam, de Universiteit Parijs-West Nanterre La Défense en de universiteit van Genève.
In 2002 werd hij onderscheiden met de Grote Prijs van de Académie Universelle des Cultures, toen onder het voorzitterschap van Nobelprijs-winnaar Elie Wiesel. Op 13 november 2009 werd hij samen met Benjamin Ferencz onderscheiden met de Erasmusprijs.